# Solanum dulcamara
Solanum dulcamara, la dulcamara, es una planta trepadora  del género Solanum. En América Central hispanohablante  se denomina también adela.

## Ecología
La dulcamara es una planta capaz de alcanzar los 4 m de altura, aunque la mayoría no llega a los 2 m. Las hojas son de 4-12 cm de largo en punta de flecha y lobuladas. Las flores están en racimos de tres a veinte y están formadas por cinco pétalos y estambres amarillos. El fruto es una baya roja ovoide, venenosa para los humanos y el ganado, pero comestible para los pájaros que dispersan sus semillas. El follaje es también venenoso para los seres humanos. Es nativa del norte de África, Europa y Asia, extendiéndose por todo el mundo, en Norteamérica está considerada un problema por ser una hierba invasora. La planta es relativamente importante en la alimentación de algunas especies de pájaros, como los zorzales que se alimentan de sus frutos, a cuyo veneno son inmunes, dispersando las semillas. Se desarrolla en todo tipo de terrenos con preferencia por las zonas húmedas y el sotobosque de los bosques de galería. Junto con otras trepadoras crea un ambiente impenetrable y oscuro donde se resguardan diversos animales.

## Propiedades

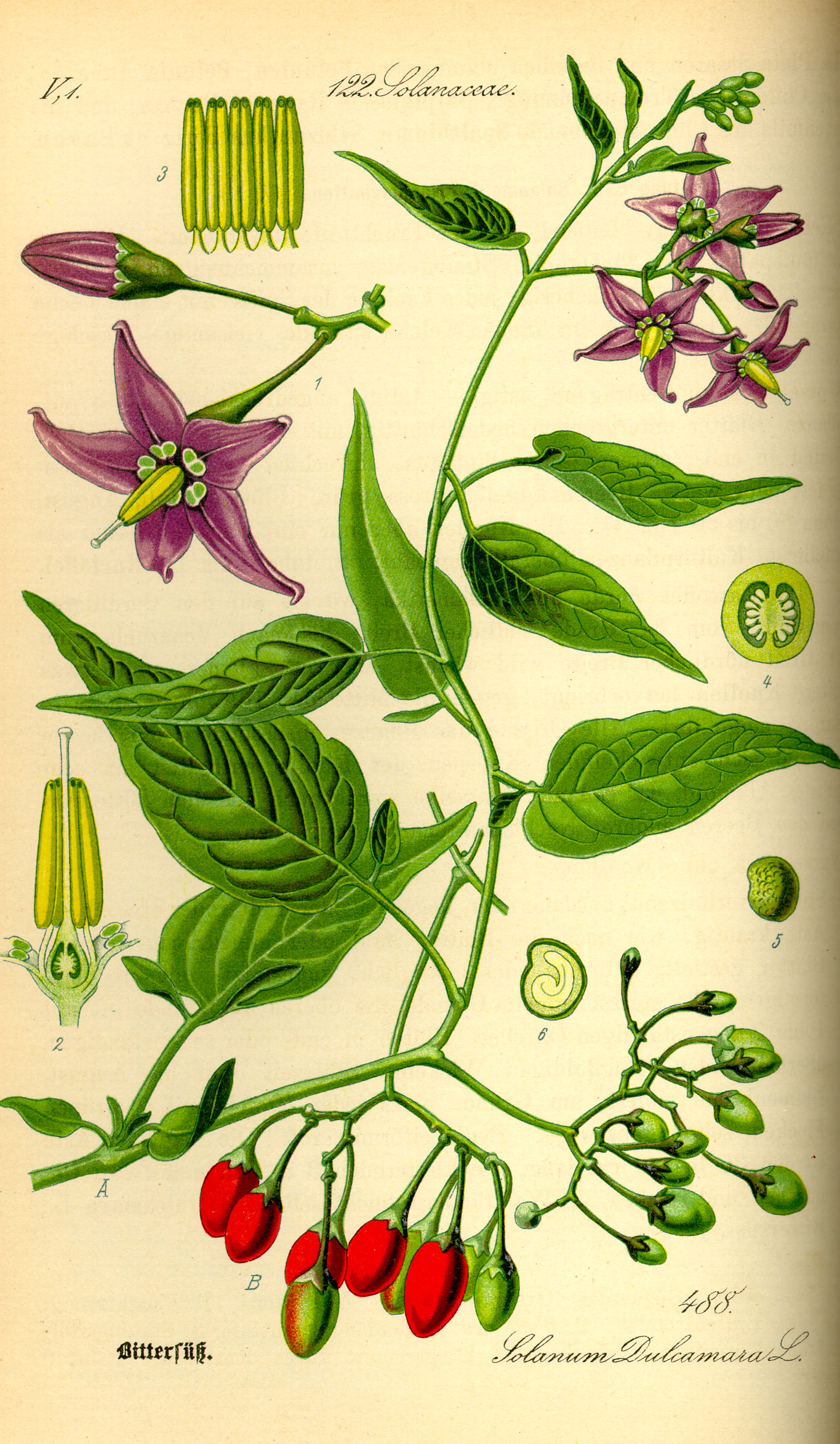
Planta.

La dulcamara se utiliza como planta medicinal para afecciones de la piel y alergias del herpes.
En tintura madre, el extracto total de dulcamara es empleado en fitomedicina para el tratamiento de las alergias; sola o asociada a otras plantas. Debe cuidarse la dosis para que no acarree toxicidad.

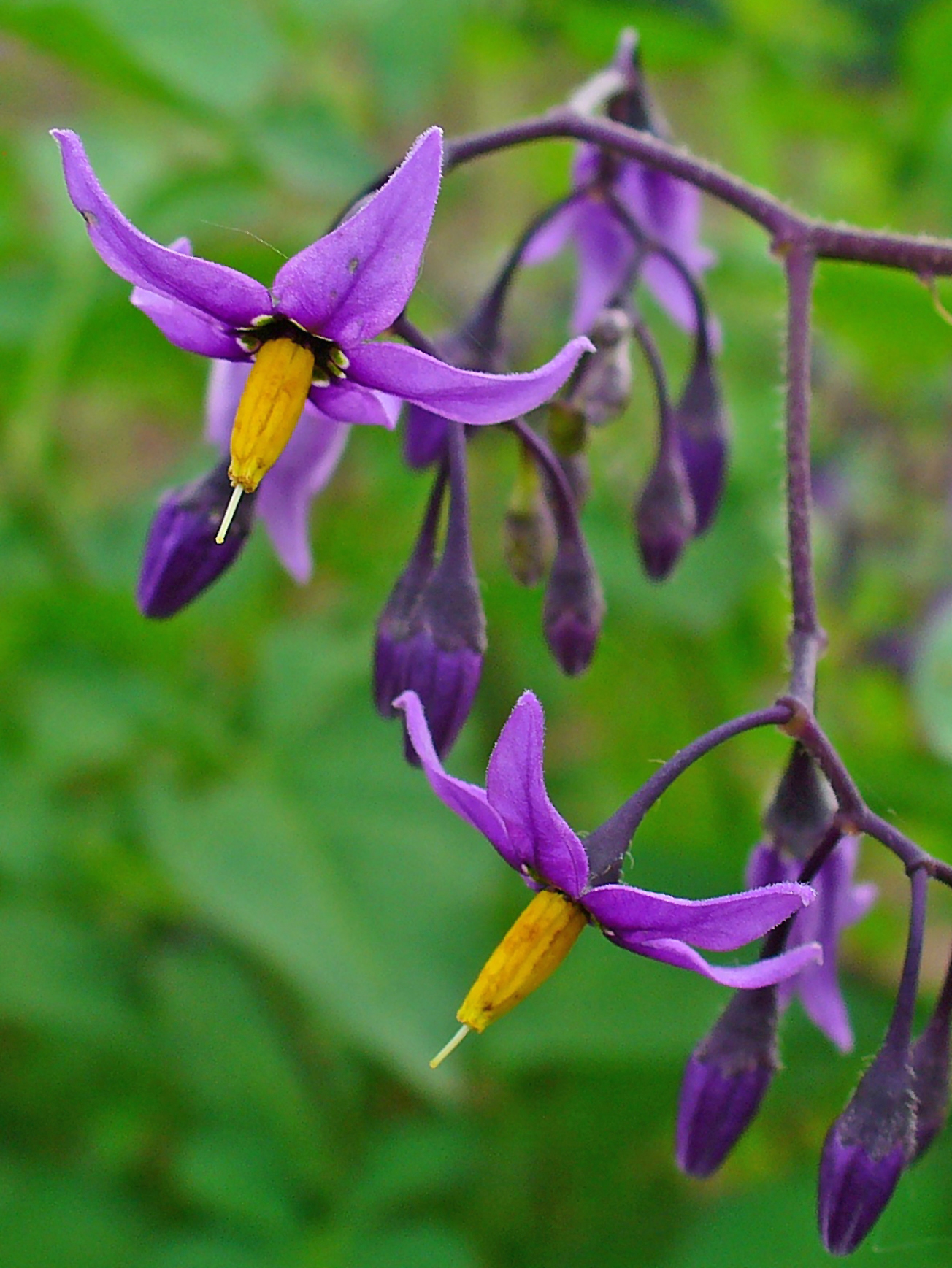
Flores

## Taxonomía
Solanum dulcamara fue descrita por Carlos Linneo y publicado en Species Plantarum 1: 185. 1753.
Etimología
Solanum: nombre genérico que deriva del vocablo Latino equivalente al Griego στρνχνος (strychnos) para designar el Solanum nigrum (la "Hierba mora") —y probablemente otras especies del género, incluida la berenjena— , ya empleado por Plinio el Viejo en su Historia naturalis (21, 177 y 27, 132) y, antes, por Aulus Cornelius Celsus en De Re Medica (II, 33). Podría ser relacionado con el Latín sol. -is, "el sol", debido a que la planta sería propia de sitios algo soleados.
dulcamara: epíteto latino que significa "agridulce".
Sinonimia
- Solanum dulcamara var. dulcamara
- Solanum dulcamara f. dulcamara[10]

## Nombre común
amaradulce, amargamiel, dulcamara, dulciamarga, emborrachadora, hierba pelada, matagallinas, morera trepadora, parra real de Judea, solano dulce o uvas del diablo.